# Paenibacillus larvae
Bakterien der Art Paenibacillus larvae sind grampositive sporenbildende Stäbchenbakterien, die die für Honigbienen (Apis mellifera) gefährliche Erkrankung Amerikanische Faulbrut auslösen können. An dieser versterben lebende Bienen nicht, allerdings können infizierte Larven nicht gedeihen und werden zersetzt („faule Brut“), so dass der Fortbestand dann nicht gesichert werden kann.

## Morphologie und Eigenschaften
Paenibacillus larvae gedeiht bei mesophilen (mittleren) Temperaturen und mikroaerophiler Atmosphäre, das heißt, dass sie nur wenig Sauerstoff benötigen, ihn aber tolerieren können. Die grampositiven Stäbchenbakterien sind bis zu 5 µm lang und peritrich begeißelt (was ihnen Beweglichkeit vermittelt). Sie bilden ovale mittel- bis endständige 1,3 µm lange Sporen (Dauerformen) aus, die in weiten Teilen der Welt aus Wasser, Erde, Tier- und Pflanzen-Reich nachweisbar sind und über Jahre bis hin zu Jahrzehnten infektiös bleiben können. Im Labor lassen sich die Organismen auf bluthaltigen Medien kultivieren, wobei der Zusatz von Nalidixinsäure deren Wachstum befördert. Wachstumskontrollen erfolgen in Ringversuchen nach drei Tagen, das Wachstum von P. larvae ist damit weder als schnell noch langsam einstufbar. Wichtig ist bei der Anzucht im Labor, dass das Wachstum anderer Keime unterdrückt werden muss, da es sonst zu Überwucherungen durch konkurrierende Mikroorganismen kommen kann (andere Bakterien oder auch Pilze). Dass viele andere Erreger Temperaturen über 45° Celsius nicht überleben, wird durch kurzzeitiges Erhitzen auf 90° Celsius ausgenutzt. Dabei stirbt die sogenannte Begleitflora ab, die Sporen jedoch überstehen dieses Prozedere. Es wurden bisher fünf Genotypen beschrieben, sogenannte ERIC-Genotypen (enterobacterial repetitive intergenic consensus), die auch noch in Subtypen unterteilt werden können. Die unterschiedlichen Genotypen sind zwar alle obligat pathogen (das heißt sie führen immer zu Erkrankungen), unterscheiden sich jedoch hinsichtlich ihrer Virulenz, also dem Ausmaß der Pathogenität. P. larvae wurde als hochresistent gegen Hitze und Antibiotika beschrieben. Sporen können durch starke Chemikalien (z. B. 20%iges Formalin) abgetötet werden.

## Tier- und humanmedizinische Bedeutung
Nur die Sporen von P. larvae sind infektiös, das alleinige Vorhandensein der Bakterien selbst löst in Bienen keine Erkrankung aus. Sobald jedoch Sporen übertragen werden und diese auskeimen, beginnt der Krankheitsprozess. Junge Larven sind dabei empfänglicher für Erkrankungen. Bei Befall bedeutet es in der Regel den Tod des ganzen betroffenen Bienenvolkes. Die Erkrankung Amerikanische Faulbrut ist darum eine meldepflichtige Tierseuche. Die Erreger sind hochspezialisiert auf Larven von Honigbienen, für Menschen besteht bei einfachem Kontakt keine Infektionsgefahr. In seltenen Fällen kann es dennoch zu Infektionen von Menschen kommen. So wurden beispielsweise Einzelfälle von Menschen mit intravenösem Drogenkonsum oder anderen Mechanismen berichtet, bei denen mit Sporen von P. larvae kontaminierte Fremdkörper zum Eintrag in das Gefäßsystem geführt haben. Die betreffenden Personen entwickelten anschließend allgemeine Entzündungszeichen inklusive mittlerem bis hohem Fieber. Abgesehen von Blutstrominfektionen, entstanden teilweise auch septische Absiedelungen in Organe (Bakterien wurden mittels Blut in Organe transportiert und vermehrten sich dort). Therapieansätze verliefen teilweise frustran. Für Honigbienen gibt es dagegen einen neuen Therapieansatz. Da P. larvae durch bestimmte Viren (Bakteriophagen) infiziert werden kann und dies nur für das Bakterium schädliche Auswirkungen hat, nicht jedoch für die Biene, gibt es hierzu seit einigen Jahren erfolgversprechende Therapieversuche.